# Relaciones Estados Unidos-Unión Soviética
Las relaciones entre los Estados Unidos de América y la Unión de Repúblicas Socialistas Soviéticas (1922-1991) sucedieron a las relaciones anteriores entre el Imperio Ruso y los Estados Unidos de 1776 a 1917 y precedieron a las relaciones modernas entre la Federación de Rusia y los Estados Unidos, que comenzaron en 1992. Las relaciones diplomáticas plenas entre ambos países se establecieron en 1933, debido a que se habían retrasado por la hostilidad mutua de los países. Durante la Segunda Guerra Mundial, ambos países fueron brevemente aliados. Al final de la guerra, los primeros signos de desconfianza y hostilidad de la posguerra comenzaron a aparecer entre los dos países, escalando hacia la Guerra Fría; un período de tensas relaciones hostiles, con períodos de distensión.

## Comparación entre ambos países
| Nombre común                          | Unión Soviética | Estados Unidos |
| Nombre oficial                        | Unión de Repúblicas Socialistas Soviéticas | Estados Unidos de América |
| ------------------------------------- | --- | --- |
| Emblema                               | | |
| Bandera                               | Bandera de la Unión Soviética | Bandera de Estados Unidos |
| Área                                  | 22.402.200 km² (8,649,538 sq mi) | 9.526.468 km² (3,794,101 sq mi) |
| Población                             | 286.730.819 (1989) | 248.709.873 (1990) |
| Densidad de población                 | 13,0/km2 (33.6/sq mi) | 34/km2 (85.5/sq mi) |
| Capital                               | Moscú, RSFSR | Washington D. C. |
| Áreas metropolitanas más grandes      | Moscú (8.967.332 en 1989) Leningrado (5.024.000 en 1989) Kiev (2.587.945 en 1989) Taskent (2.072.590 en 1989) Bakú (1.795.000 en 1989) | Ciudad de Nueva York (7.322.564 en 1990) Los Ángeles (3.485.499 en 1990) Chicago (2.783.600 en 1990) Houston (1.697.873 en 1990) Filadelfia (1.585.577 en 1990) |
| Gobierno                              | República socialista federal marxista-leninista unipartidista | República federal presidencialista |
| Partidos políticos                    | Partido Comunista de la Unión Soviética | Partido Demócrata Partido Republicano |
| Legislatura                           | Sóviet Supremo de la Unión Soviética | Congreso de los Estados Unidos |
| Primer dirigente                      | Vladímir Lenin | George Washington |
| Último dirigente (1991)               | Mijaíl Gorbachov | George H. W. Bush |
| Establecido                           | 7 de noviembre de 1917 (Revolución de Octubre) 30 de diciembre de 1922 (Tratado de Creación) 7 de octubre de 1977 (se adopta la Constitución) | 4 de julio de 1776 (Declaración de independencia) 3 de septiembre de 1783 (reconocimiento de la independencia) 21 de junio de 1788 (se adopta la constitución) |
| Idioma principal                      | Ruso | Inglés |
| Moneda                                | Rublo soviético | Dólar estadounidense |
| PIB (nominal)                         | $2.659 billones (~$9,896 per cápita) | $5.79 billones (~$24,000 per cápita) |
| Agencias de inteligencia              | Comité para Seguridad Estatal (KGB) Departamento Central de Inteligencia (GRU) | Agencia de Inteligencia central (CIA) Buró Federal de Investigación (FBI) Agencia de Seguridad Nacional (NSA) |
| Gastos militares                      | $217.579 mil millones (1990) | $624.852 mil millones (1990) |
| Tamaño del ejército                   | Ejército Soviético (1989) - 41.580 tanques - 8.840 ATGM lanzadores - 45.000 BMP/BTR | Ejército de los Estados Unidos (1989) - 24.000 tanques |
| Tamaño de la armada                   | Armada Soviética (1990) - 63 misiles balísticos submarinos - 72 misiles de crucero submarinos - 64 ataque nuclear submarinos - 65 ataque convencional submarinos - 9 submarinos auxiliares - 6 portaaviones - 4 batalla cruisers - 26 cruisers - 52 destructores - 33 fragatas - 200 corbetas - 35 anfibio warfare barcos - 425 oficios patrulleros | Armada de los Estados Unidos (1990) - 33 misiles balísticos submarinos - 93 submarinos de ataque - 13 portaaviones - 4 acorazados - 4 barcos de orden - 22 mina warfare - 6 patrulleros - 43 cruisers - 57 destructores - 99 fragatas - 59 anfibio warfare barcos - 137 barcos auxiliares |
| Tamaño de la fuerza aérea             | Fuerza Aérea Soviética (1990) - 435 bombarderos - 5.665 ataques/de luchadores - 1.015 reconnaissance - 84 tankers - 620 transportes | Fuerza Aérea de los Estados Unidos (1990) - 327 bombarderos - 4.155 ataques/de luchadores - 533 reconnaissance - 618 tankers - 1.295 transportes |
| Cantidad de armas nuecleares (total)  | 32.980 (1990) | 21.392 (1990) |
| Economía                              | Comunista, específicamente marxista-leninista | Capitalista, específicamente mixta |
| Alianza económica                     | Comecon | Organización para la Cooperación y el Desarrollo Económico |
| Alianza militar                       | Pacto de Varsovia | Organización del Tratado del Atlántico Norte |
| Países aliados durante la Guerra Fría | Pacto de Varsovia: - Albania (hasta 1968) - Bulgaria - Checoslovaquia - Alemania Oriental - Hungría - Polonia - Rumania Otros aliados: - Afganistán (1978–1991) - Argelia - Angola - Bangladés (1972–1976) - Benín - Burkina Faso - Birmania - Cabo Verde - China (1949–1961) - Congo - Cuba (desde 1959) - Egipto (hasta 1973) - Etiopía (1974–1987) - Etiopía (1987–1991) - Grenada (1979–1983) - Guinea - Guinea-Bisáu - India - Indonesia (hasta 1965) - Irak - República Popular de Kampuchea (1979–1989) - Laos (desde 1975) - Libia (1969–1977) - Libia (desde 1977) - Madagascar - Mali - México (aliado temporal) - Mongolia - Mozambique - Nicaragua (desde 1979) - Corea del Norte - Palestina (desde 1988) - Santo Tomé y Príncipe - Seychelles - Somalia (hasta 1977) - Yemen del Sur - Siria - Vietnam (desde 1976) - Yugoslavia (hasta 1948) | OTAN: - Bélgica - Canadá - Dinamarca - Francia - Alemania Occidental - Grecia - Islandia - Italia - Luxemburgo - Países Bajos - Noruega - Portugal - España - Turquía - Reino Unido Otros aliados: - Argentina - Australia - Baréin - Bolivia - Botsuana - Brasil - Chile - China (1979–1989) - Colombia - Cuba (hasta 1959) - Chipre - Egipto (from 1974) - Etiopía (hasta 1974) - Indonesia (from 1966) - Irán (hasta 1979) - Irlanda - Israel - Japón - Jordania - Kampuchea Democrática (1975-1979) - Kenia - República Jemer (1970–1975) - Kuwait - Laos (hasta 1975) - Liberia - Libia (hasta 1969) - Malasia - México - Marruecos - Nueva Zelanda - Nicaragua (hasta 1979) - Yemen del Norte - Omán - Pakistán - Panamá - Paraguay - Filipinas - Catar - Arabia Saudita - Singapur - Somalia (desde 1978) - Sudáfrica - Corea del Sur - Vietnam del Sur (1955–1975) - Taiwán - Tailandia - Emiratos Árabes Unidos - Uruguay - Venezuela - Yugoslavia (desde 1948, parcialmente) - Zaire |

Dirigentes de la Unión Soviética y de los Estados Unidos desde 1917 hasta 1991.

## Historia

### Relaciones anteriores a la Segunda Guerra Mundial

#### 1917-1932

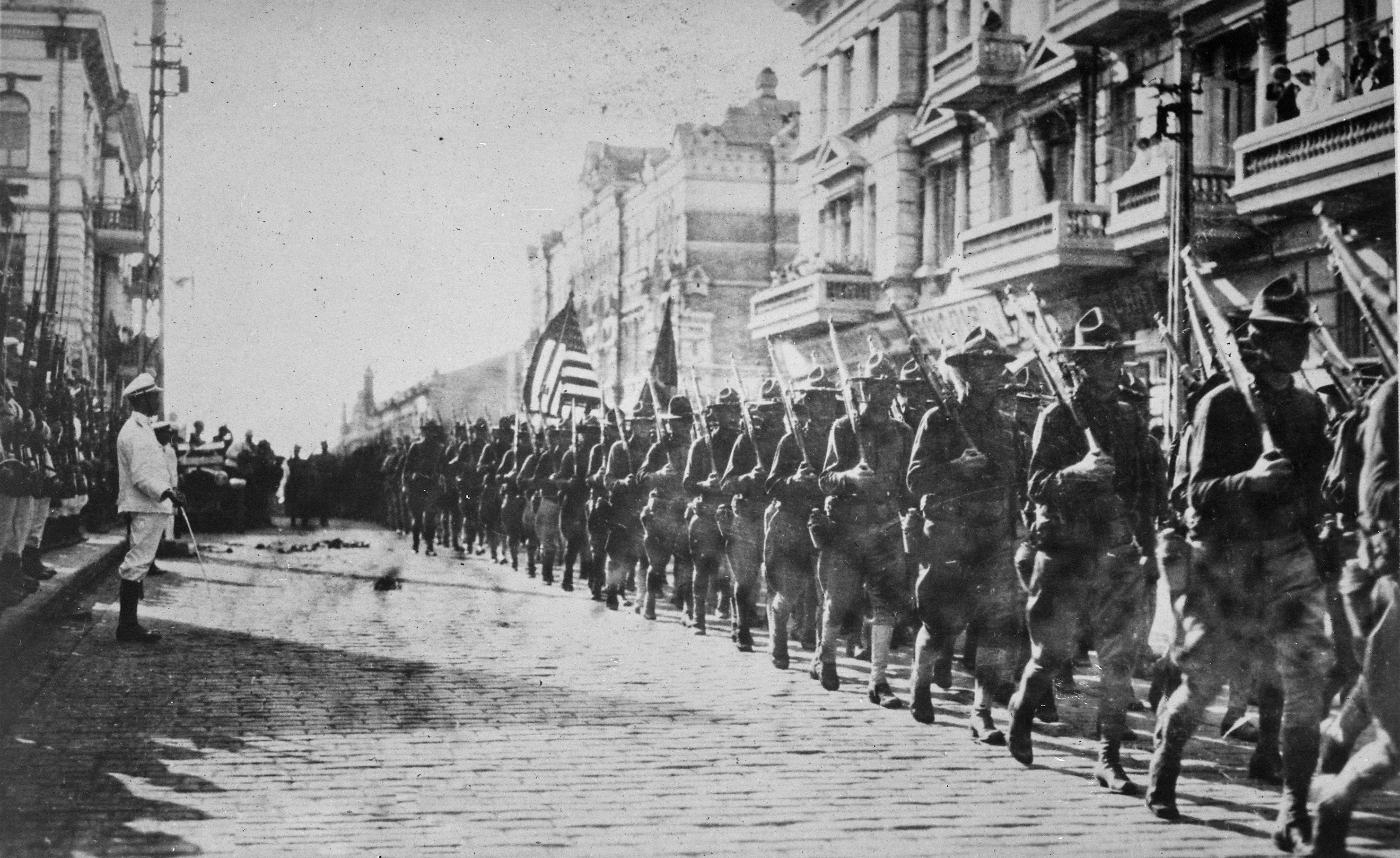
Tropas estadounidenses marchando en Vladivostok tras la intervención aliada en la Guerra Civil Rusa, en agosto de 1918

Después de que los bolcheviques tomaran el poder de Rusia en la Revolución de Octubre, Vladimir Lenin retiró a Rusia de la Primera Guerra Mundial, lo que permitió a Alemania reasignar tropas para enfrentar a las fuerzas aliadas en el frente occidental y provocó que muchos en las potencias aliadas consideraran al nuevo gobierno ruso como un traidor por violar los términos de la Triple Entente contra una paz separada. Al mismo tiempo, el presidente Woodrow Wilson se hizo cada vez más consciente de las violaciones de los derechos humanos perpetuadas por la nueva República Socialista Federativa Soviética de Rusia y se opuso al ateísmo del nuevo régimen y a la defensa de una economía dirigida. También le preocupaba que el marxismo-leninismo se extendiera al resto del mundo occidental, y pretendía que su histórico Catorce Puntos proporcionara parcialmente la democracia liberal como una ideología mundial alternativa al comunismo.
Sin embargo, el presidente Wilson también creía que el nuevo país haría eventualmente la transición a una democracia progresista de libre mercado después del fin del caos de la Guerra Civil Rusa, y que la intervención contra la Rusia soviética solo haría que el país se volviera contra Estados Unidos. Asimismo, abogó por una política de no injerencia en la guerra en los Catorce Puntos, aunque argumentó que el territorio polaco del antiguo Imperio Ruso debería ser cedido a la recién independizada Segunda República Polaca. Además, muchos de los oponentes políticos de Wilson en los Estados Unidos, incluido el presidente del Comité de Relaciones Exteriores del Senado, Henry Cabot Lodge, creían que debería establecerse una Ucrania independiente. A pesar de esto, Estados Unidos, como resultado del temor a la expansión japonesa en territorio controlado por Rusia y su apoyo a la Legión Checa alineada con los Aliados, envió un pequeño número de tropas al norte de Rusia y Siberia . Estados Unidos también proporcionó ayuda indirecta como alimentos y suministros al Ejército Blanco .
En la Conferencia de Paz de París en 1919, el presidente Wilson y el primer ministro británico David Lloyd George, a pesar de las objeciones del presidente francés Georges Clemenceau y del ministro de Relaciones Exteriores italiano Sidney Sonnino, impulsaron la idea de convocar una cumbre en Prinkipo entre los bolcheviques y el movimiento blanco para Formar una delegación rusa común a la Conferencia. El Comisariado del Pueblo para Asuntos Exteriores de la Unión Soviética, bajo el liderazgo de Gueorgui Chicherin, recibió respetuosamente a los enviados británicos y estadounidenses, pero no tenía intenciones de aceptar el trato debido a su creencia de que la Conferencia estaba compuesta por un antiguo orden capitalista que sería barrido lejos en una revolución mundial. En 1921, después de que los bolcheviques obtuvieron la ventaja en la Guerra Civil Rusa, ejecutaron a la familia imperial Romanov, repudiaron la deuda zarista y pidieron una revolución mundial por parte de la clase trabajadora, la mayor parte del mundo la consideró una nación paria. . Más allá de la Guerra Civil Rusa, las relaciones también se vieron afectadas por las reclamaciones de las empresas estadounidenses de compensación por las industrias nacionalizadas en las que habían invertido.
Los líderes de la política exterior estadounidense seguían convencidos de que la Unión Soviética era una amenaza hostil a los valores estadounidenses. El secretario de Estado republicano, Charles Evans Hughes, rechazó el reconocimiento y dijo a los líderes sindicales que "los que controlan Moscú no han renunciado a su propósito original de destruir los gobiernos existentes en cualquier lugar del mundo donde puedan hacerlo". Bajo el presidente Calvin Coolidge, el secretario de Estado Frank B. Kellogg advirtió que la agencia internacional del Kremlin, la Internacional Comunista (Comintern) estaba planeando agresivamente la subversión contra otras naciones, incluido Estados Unidos, para "derrocar el orden existente". Herbert Hoover en 1919 advirtió a Wilson que, "No podemos ni remotamente reconocer esta tiranía asesina sin estimular la acción del radicalismo en todos los países de Europa y sin transgredir cada uno de nuestros ideales nacionales". Dentro del Departamento de Estado de los Estados Unidos, la División de Asuntos de Europa del Este en 1924 estaba dominada por Robert F. Kelley, un ferviente enemigo del comunismo que entrenó a una generación de especialistas, incluidos George Kennan y Charles Bohlen . Kelley estaba convencido de que el Kremlin planeaba activar a los trabajadores del mundo contra el capitalismo.
Mientras tanto, el Reino Unido y otras naciones europeas estaban reabriendo relaciones con Moscú, especialmente comerciales, aunque siguen desconfiando de la subversión comunista y enojados por el repudio del Kremlin a las deudas rusas. Fuera de Washington, hubo cierto apoyo estadounidense para renovar las relaciones, especialmente en términos de tecnología. Henry Ford, comprometido con la creencia de que el comercio internacional era la mejor manera de evitar la guerra, utilizó su Ford Motor Company para construir una industria de camiones e introducir tractores en Rusia. El arquitecto Albert Kahn se convirtió en consultor de toda la construcción industrial en la Unión Soviética en 1930. Algunos intelectuales de izquierda mostraron interés. Después de 1930, varios intelectuales activistas se han convertido en miembros del Partido Comunista de EE. UU., o en compañeros de viaje, y han obtenido apoyo para la Unión Soviética. El movimiento obrero estadounidense estaba dividido, con la Federación Estadounidense del Trabajo (AFL) como un bastión anticomunista, mientras que elementos de izquierda a fines de la década de 1930 formaron el rival Congreso de Organizaciones Industriales (CIO). El CPUSA jugó un papel importante en el CIO hasta que sus miembros fueron purgados a partir de 1946, y el trabajo organizado estadounidense se volvió fuertemente antisoviético.

#### Reconocimiento en 1933

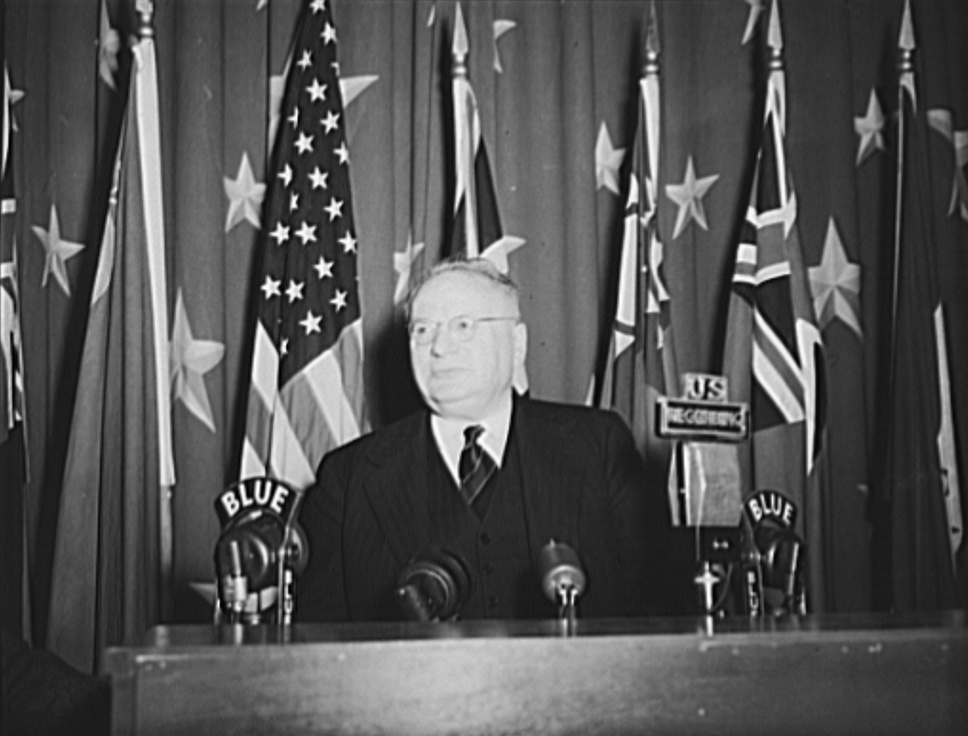
Máksim Litvínov, ministro de Relaciones Exteriores soviético (1930-1939) y embajador en los Estados Unidos (1941-1943)

Para 1933, los viejos temores de las amenazas comunistas se habían desvanecido, y la comunidad empresarial estadounidense, así como los editores de periódicos, pedían reconocimiento diplomático. La comunidad empresarial estaba ansiosa por el comercio a gran escala con la Unión Soviética. El gobierno de los EE. UU. Esperaba algún reembolso de las antiguas deudas zaristas, y la promesa de no apoyar los movimientos subversivos dentro de los EE. UU. El presidente Franklin D. Roosevelt tomó la iniciativa, con la ayuda de su amigo cercano y asesor Henry Morgenthau, Jr. y el experto ruso. William Bullitt, sin pasar por el Departamento de Estado. Roosevelt encargó una encuesta de opinión pública, que en ese momento significó preguntarle a 1100 editores de periódicos; El 63 por ciento favoreció el reconocimiento de la URSS y el 27 por ciento se opuso. Roosevelt se reunió personalmente con líderes católicos para superar sus objeciones. Invitó al canciller Maxim Litvinov a Washington para una serie de reuniones de alto nivel en noviembre de 1933. Roosevelt y él coincidieron en cuestiones de libertad religiosa para los estadounidenses que trabajan en la Unión Soviética. La URSS prometió no interferir en los asuntos internos de Estados Unidos y asegurarse de que ninguna organización en la URSS estuviera trabajando para dañar a los Estados Unidos o derrocar a su gobierno por la fuerza. Ambas partes acordaron posponer la cuestión de la deuda para una fecha posterior. A continuación, Roosevelt anunció un acuerdo sobre la reanudación de las relaciones normales. Hubo pocas quejas sobre la mudanza.
Sin embargo, no hubo avances en el tema de la deuda y poco comercio adicional. Los historiadores Justus D. Doenecke y Mark A. Stoler señalan que, "Ambas naciones pronto se desilusionaron con el acuerdo". Muchos empresarios estadounidenses esperaban una bonificación en términos de comercio a gran escala, pero nunca se materializó.
Roosevelt nombró a William Bullitt como embajador de 1933 a 1936. Bullitt llegó a Moscú con grandes esperanzas en las relaciones soviético-estadounidenses, su visión del liderazgo soviético se agrió en una inspección más cercana. Al final de su mandato, Bullitt era abiertamente hostil al gobierno soviético. Siguió siendo un anticomunista franco por el resto de su vida.

### Segunda Guerra Mundial (1939-1945)
Antes de que Alemania decidiera invadir la Unión Soviética en junio de 1941 mediante la Operación Barbarroja, las relaciones seguían siendo tensas, ya que la invasión soviética de Finlandia, el Pacto Mólotov-Ribbentrop, la anexión de los estados bálticos a la Unión Soviética y la invasión soviética de Polonia se agitaron, lo que resultó en la expulsión de la Unión Soviética de la Liga de Naciones. Con la invasión de 1941, la Unión Soviética firmó un Tratado de Asistencia Mutua con el Reino Unido y recibió ayuda del programa Ley de Préstamo y Arriendo, que alivió las tensiones entre Estados Unidos y la Unión Soviética y reunió a antiguos enemigos en la lucha contra la Alemania nazi y las Potencias del Eje.
Aunque la cooperación operativa entre los Estados Unidos y la Unión Soviética fue notablemente menor que entre otras potencias aliadas, Estados Unidos proporcionó a la Unión Soviética enormes cantidades de armas, barcos, aviones, material rodante, materiales estratégicos y alimentos a través de programa de Préstamo y Arriendo. Los estadounidenses y los soviéticos estaban tanto a favor de la guerra con Alemania como de la expansión de una esfera de influencia ideológica. Durante la guerra, el presidente Harry S. Truman declaró que no le importaba si un soldado alemán o soviético moría mientras uno de los bandos perdiera. 

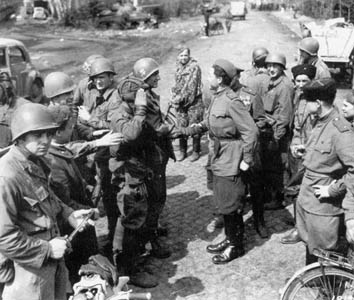
Las tropas soviéticas y estadounidenses se encuentran en abril de 1945, al este del río Elba.

La Asociación Cultural Rusa Estadounidense se organizó en los Estados Unidos en 1942 para fomentar los lazos culturales entre la Unión Soviética y los Estados Unidos, con Nikolái Roerich como presidente honorario. El primer informe anual del grupo se publicó al año siguiente. El grupo no parece haber durado mucho después de la muerte de Nikolái Roerich en 1947.
En total, las entregas en Estados Unidos a través del programa de Préstamo y Arriendo ascendieron a $ 11 mil millones en materiales: más de 400,000 jeeps y camiones; 12.000 vehículos blindados (incluidos 7.000 tanques, aproximadamente 1.386 de los cuales eran M3 Lees y 4.102 M4 Sherman); 11.400 aviones (4.719 de los cuales eran Bell P-39 Airacobras) y 1,75 millones de toneladas de alimentos.
Aproximadamente 17,5 millones de toneladas de equipos militares, vehículos, suministros industriales y alimentos se enviaron desde el hemisferio occidental a la Unión Soviética, y el 94 por ciento provino de los Estados Unidos. A modo de comparación, un total de 22 millones de toneladas desembarcaron en Europa para abastecer a las fuerzas estadounidenses desde enero de 1942 hasta mayo de 1945. Se ha estimado que las entregas estadounidenses a la URSS a través del Corredor Persa fueron suficientes, según los estándares del Ejército de los Estados Unidos, para mantener sesenta divisiones de combate en la línea.
Estados Unidos entregó a la Unión Soviética desde 1 de octubre de 1941 hasta el 31 de mayo de 1945 un total de  427,284 camiones, 13,303 vehículos de combate, 35,170 motocicletas, 2,328 vehículos de servicio de artillería, 2,670,371 toneladas de productos derivados del petróleo (gasolina y aceite) o el 57,8 por ciento del combustible de aviación de alto octanaje, 4.478.116 toneladas de alimentos (carnes enlatadas, azúcar, harina, sal, etc.), 1.911 locomotoras de vapor, 66 locomotoras diésel, 9.920 vagones planos, 1.000 vagones volquete, 120 vagones cisterna y 35 coches de maquinaria pesada. Los artículos de artillería provistos (municiones, proyectiles de artillería, minas, explosivos variados) representaron el 53 por ciento de la producción nacional total. Un elemento típico de muchos fue una planta de neumáticos que se extrajo físicamente de la planta de Ford's River Rouge y se transfirió a la URSS. El valor monetario de 1947 de los suministros y servicios ascendió a unos once mil millones de dólares.

### Guerra Fría (1947-1991)
El final de la Segunda Guerra Mundial vio el resurgimiento de divisiones anteriores entre las dos naciones. La expansión de la influencia comunista en Europa del Este tras la derrota de Alemania preocupó a las economías liberales de libre mercado de Occidente, en particular a Estados Unidos, que había establecido una virtual primacía económica y política en Europa Occidental. Las dos naciones promovieron dos ideologías económicas y políticas opuestas y las dos naciones compitieron por la influencia internacional en este sentido. Esta prolongada lucha geopolítica, ideológica y económica, que dura desde el anuncio de la Doctrina Truman el 12 de marzo de 1947 hasta la disolución de la Unión Soviética el 26 de diciembre de 1991, se conoce como la Guerra Fría, un período de casi 45 años.
La Unión Soviética detonó su primera arma nuclear en 1949, poniendo fin al monopolio de Estados Unidos sobre las armas nucleares. Estados Unidos y la Unión Soviética participaron en una carrera de armamentos convencionales y nucleares que persistió hasta el colapso de la Unión Soviética. Andréi Gromyko fue ministro de Asuntos Exteriores de la URSS, y es el más veterano ministro de Asuntos Exteriores en el mundo.

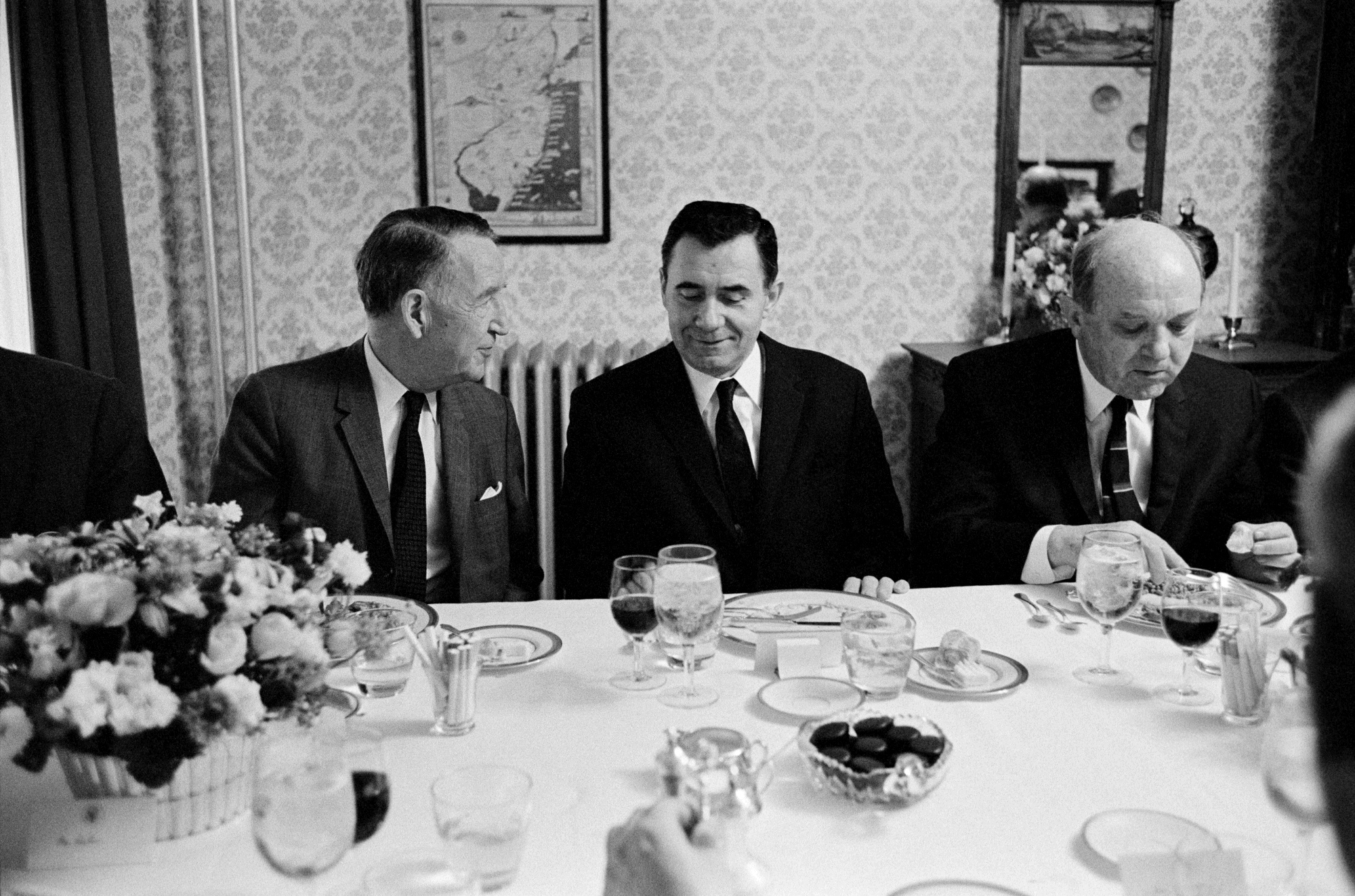
De izquierda a derecha: Llewellyn Thompson, el ministro de Relaciones Exteriores soviético Andréi Gromyko y Dean Rusk

Después de la derrota de Alemania, Estados Unidos buscó ayudar económicamente a sus aliados de Europa occidental con el Plan Marshall. Estados Unidos extendió el Plan Marshall a la Unión Soviética, pero bajo esos términos, los estadounidenses sabían que los soviéticos nunca aceptarían, es decir, la aceptación de lo que los soviéticos veían como una democracia burguesa, no característica del comunismo estalinista. Con su creciente influencia en Europa del Este, la Unión Soviética buscó contrarrestar esto con el Comecon en 1949, que esencialmente hizo lo mismo, aunque fue más un acuerdo de cooperación económica en lugar de un plan claro para la reconstrucción. Estados Unidos y sus aliados de Europa occidental buscaron fortalecer sus lazos y despejar a la Unión Soviética. Lo lograron de manera más notable a través de la formación de la OTAN, que era esencialmente un acuerdo militar. La Unión Soviética respondió con la creación del Pacto de Varsovia, que tuvo resultados similares con el Bloque del Este .

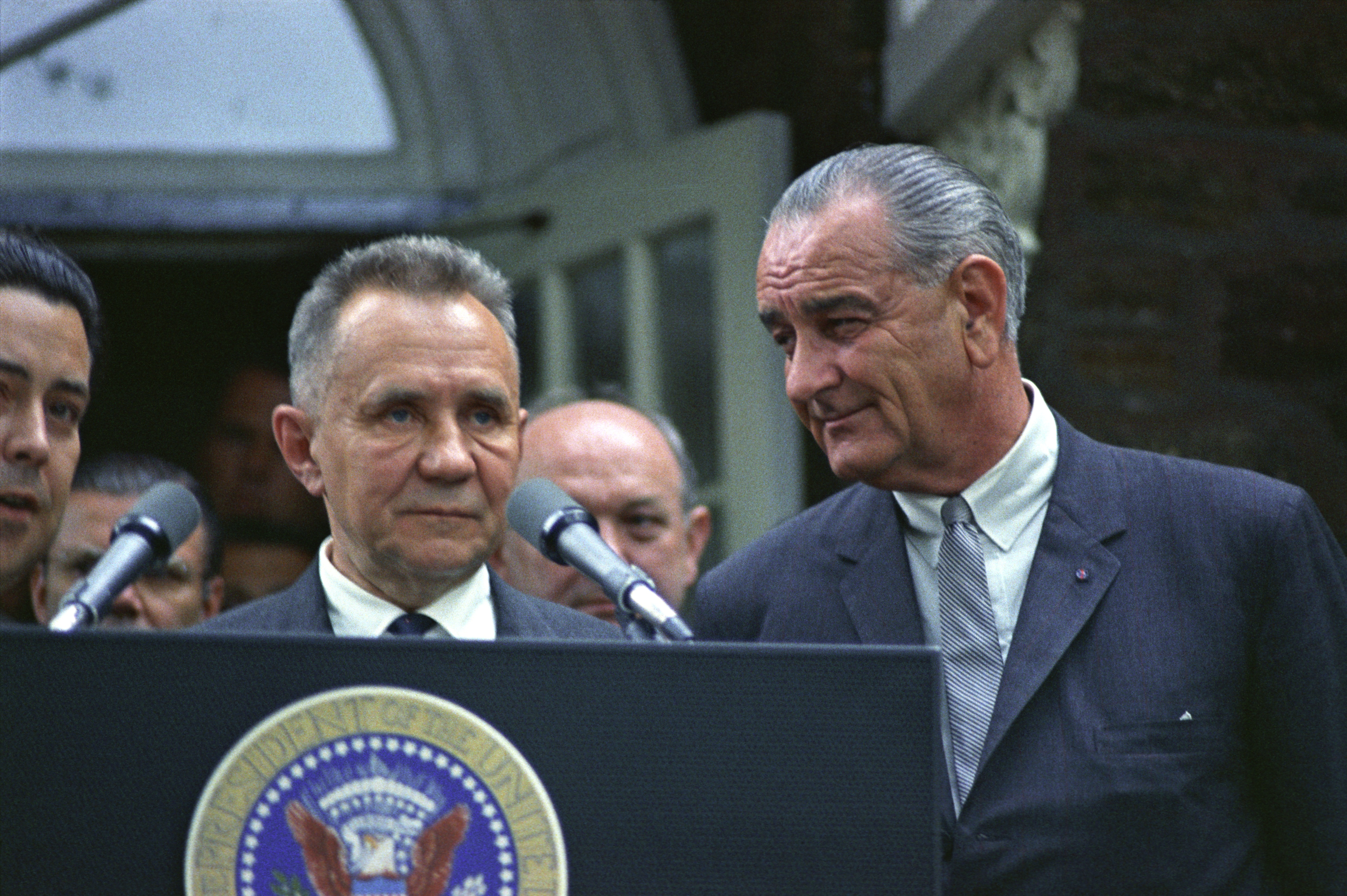
El primer ministro soviético Alekséi Kosygin con el presidente estadounidense Lyndon B. Johnson en la Conferencia Cumbre de Glassboro de 1967.

#### Distensión
La distensión comenzó en 1969, como un elemento central de la política exterior del presidente Richard Nixon y su principal asesor Henry Kissinger . Querían poner fin a la política de contención y entablar relaciones más amistosas con la URSS y China. Esos dos eran rivales y Nixon esperaba que estuvieran de acuerdo con Washington para no darle ventaja al otro rival. Uno de los términos de Nixon es que ambas naciones tuvieron que dejar de ayudar a Vietnam del Norte en la Guerra de Vietnam, lo cual hicieron. Nixon y Kissinger promovieron un mayor diálogo con el gobierno soviético, incluidas reuniones cumbres periódicas y negociaciones sobre el control de armas y otros acuerdos bilaterales. Brézhnev se reunió con Nixon en cumbres en Moscú en 1972, en Washington en 1973 y nuevamente en Moscú en 1974. Se hicieron amigos personales. Détente se conocía en ruso como разрядка (razryadka, que significa vagamente "relajación de la tensión").
El período se caracterizó por la firma de tratados como SALT I y los Acuerdos de Helsinki. Otro tratado, START II, fue discutido pero nunca ratificado por Estados Unidos. Todavía hay un debate en curso entre los historiadores sobre el éxito del período de distensión en el logro de la paz.

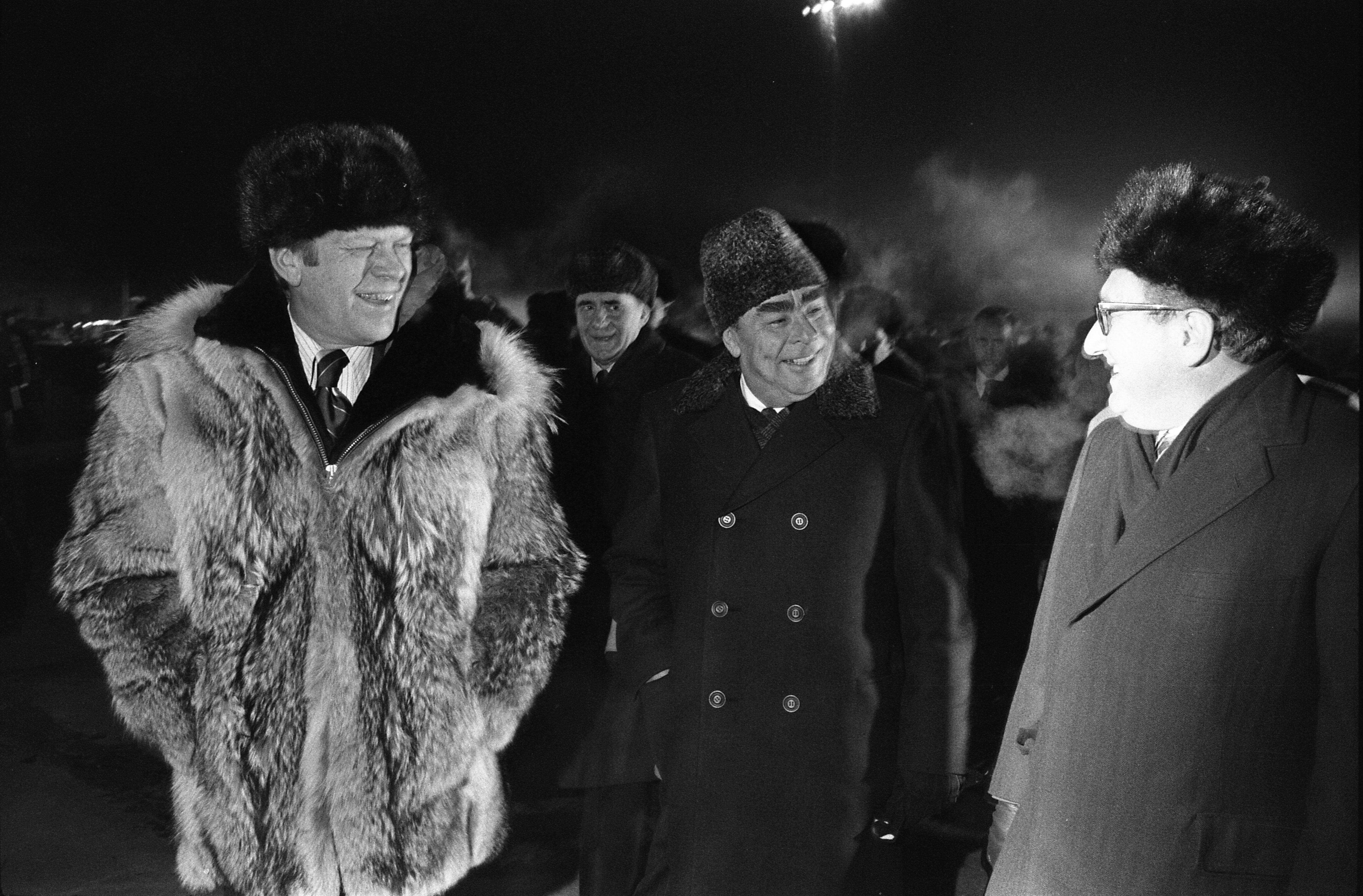
El presidente Gerald Ford, el secretario general Leonid Brézhnev y Henry Kissinger hablando informalmente en la Cumbre de Vladivostok en 1974

Después de la Crisis de los Misiles en Cuba de 1962, las dos superpotencias acordaron instalar una línea directa entre Washington D. C. y Moscú (el llamado teléfono rojo), permitiendo a los líderes de ambos países interactuar rápidamente entre sí en un momento de urgencia, y reducir las posibilidades de que futuras crisis se conviertan en una guerra total. La distensión entre Estados Unidos y la URSS se presentó como una extensión aplicada de ese pensamiento. El pacto SALT II de finales de la década de 1970 continuó el trabajo de las conversaciones SALT I, asegurando una mayor reducción de armas por parte de los soviéticos y de los EE. UU. concesión para asegurar la paz por parte de los soviéticos.
El magnate empresarial estadounidense prosoviético Armand Hammer de Occidental Petroleum a menudo mediaba las relaciones comerciales. El autor Daniel Yergin, en su libro The Prize, escribe que Hammer "terminó como intermediario de cinco secretarios generales soviéticos y siete presidentes de Estados Unidos". Hammer tenía una extensa relación comercial en la Unión Soviética que se remonta a la década de 1920 con la aprobación de Lenin. Según Christian Science Monitor en 1980, "aunque sus tratos comerciales con la Unión Soviética se truncaron cuando Stalin llegó al poder, más o menos él mismo había sentado las bases para el estado [1980] del comercio occidental con la Unión Soviética. . " En 1974, Brezhnev "reconoció públicamente el papel de Hammer en la facilitación del comercio Este-Oeste". En 1981, según el New York Times de ese año, Hammer estaba "por el nombre de pila con Leonid Brezhnev".
En 1976 se filmó en Abjasia, parte de la República socialista soviética de Georgia, el primer comercial de televisión de una marca estadounidense realizado en suelo soviético: la campaña de Dannon, titulada In Soviet Georgia, mostraba a la población longeva del lugar que en su dieta incluía el consumo regular de yogur.

### Reanudación de la Guerra Fría

#### Fin de la Détente
El período de distensión terminó después de la intervención soviética en Afganistán, que llevó al boicot de los Estados Unidos a los Juegos Olímpicos de 1980 en Moscú . La elección de Ronald Reagan como presidente en 1980 se basó además en gran parte en una campaña contra la distensión. En su primera conferencia de prensa, el presidente Reagan dijo que "la distensión ha sido una calle de sentido único que la Unión Soviética ha utilizado para perseguir sus objetivos". Después de esto, las relaciones se volvieron cada vez más agrias con los disturbios en Polonia, fin de las negociaciones SALT II y el ejercicio de la OTAN en 1983 que llevó a las superpotencias casi al borde de una guerra nuclear. Estados Unidos, Pakistán y sus aliados apoyaron a los rebeldes. Para castigar a Moscú, el presidente Jimmy Carter impuso un embargo de cereales. Esto perjudicó a los agricultores estadounidenses más que a la economía soviética, y el presidente Ronald Reagan reanudó las ventas en 1981. Otras naciones vendieron su propio grano a la URSS, y los soviéticos tenían abundantes reservas de reserva y una buena cosecha propia.

#### Reagan ataca al "Imperio del Mal"

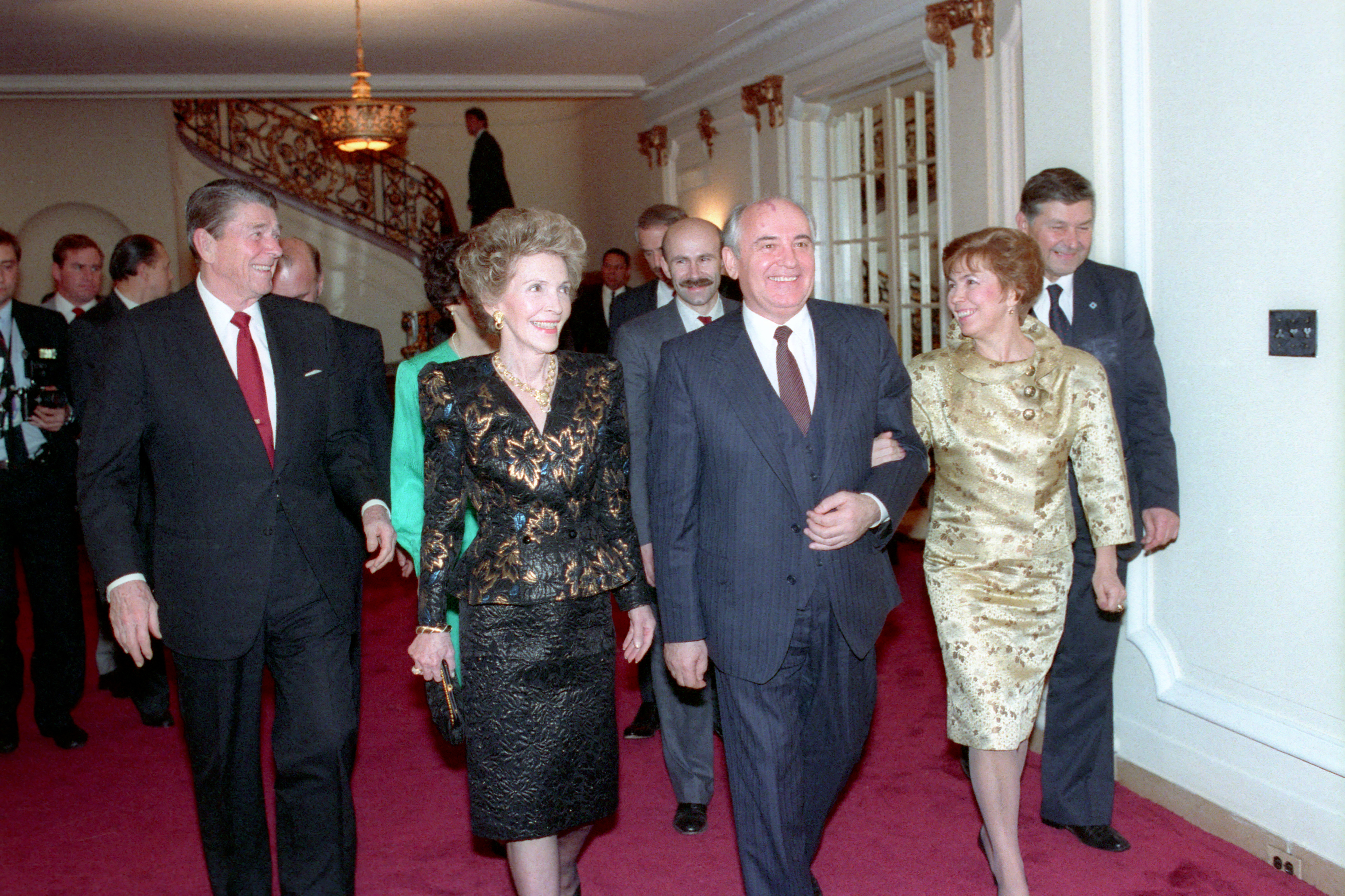
Ronald Reagan y Mijaíl Gorbachov con sus esposas asistiendo a una cena en la Embajada de la Unión Soviética en Washington, el 9 de diciembre de 1987

Reagan intensificó la Guerra Fría, acelerando una reversión de la política de distensión que había comenzado en 1979 después de la invasión soviética de Afganistán. Reagan temía que la Unión Soviética hubiera obtenido una ventaja militar sobre los Estados Unidos, y la administración Reagan esperaba que un mayor gasto militar otorgaría superioridad militar estadounidense y debilitaría la economía soviética . Reagan ordenó una acumulación masiva de las Fuerzas Armadas de los Estados Unidos, dirigiendo fondos al bombardero B-1 Lancer, el bombardero B-2 Spirit, los misiles de crucero, el misil MX y la Armada de 600 barcos . En respuesta al despliegue soviético del SS-20, Reagan supervisó el despliegue de la OTAN del misil Pershing en Alemania Occidental. El presidente también denunció enérgicamente a la Unión Soviética y al comunismo en términos morales, describiendo a la Unión Soviética como un "imperio del mal".

### Victoria estadounidense en la Guerra Fría
En la Cumbre de Malta de diciembre de 1989, tanto los líderes de Estados Unidos como la Unión Soviética declararon el fin de la Guerra Fría. En 1991, los dos países fueron socios en la Guerra del Golfo contra Irak, un aliado soviético desde hace mucho tiempo. El 31 de julio de 1991, Gorbachov y Bush firmaron el tratado START I, que reducía el número de ojivas nucleares desplegadas en ambos países. START negoció el tratado de control de armas más grande y complejo de la historia, y su implementación final a fines de 2001 resultó en la eliminación de aproximadamente el 80% de todas las armas nucleares estratégicas que existían en ese momento.
Reagan y Gorbachov habían aliviado las tensiones de la Guerra Fría durante el segundo mandato de Reagan, pero Bush inicialmente se mostró escéptico ante las intenciones soviéticas. Durante el primer año de su mandato, Bush persiguió lo que los soviéticos denominaron la pauza, una ruptura en las políticas de distensión de Reagan. Mientras Bush implementó su política de pauza en 1989, los satélites soviéticos en Europa del Este desafiaron la dominación soviética. Bush ayudó a convencer a los líderes comunistas polacos de que permitieran elecciones democráticas en junio, ganadas por los anticomunistas. En 1989, los gobiernos comunistas cayeron en todos los satélites, con violencia significativa solo en Rumania. En noviembre de 1989, una demanda popular masiva obligó al gobierno de Alemania Oriental a abrir el Muro de Berlín, que pronto fue demolido por alegres berlineses. Gorbachov se negó a enviar al ejército soviético, abandonando efectivamente la Doctrina Brézhnev. En unas pocas semanas, los regímenes comunistas de Europa del Este colapsaron y los partidos apoyados por los soviéticos en todo el mundo se desmoralizaron. Estados Unidos no participó directamente en estos trastornos, pero la administración Bush evitó la apariencia de regocijo por la victoria de la OTAN para evitar socavar nuevas reformas democráticas, especialmente en la URSS.
Bush y Gorbachov se reunieron en diciembre de 1989 en una cumbre en la isla de Malta. Bush buscó relaciones de cooperación con Gorbachov durante el resto de su mandato, confiando en Gorbachov para reprimir a los restantes partidarios de la línea dura soviética. El tema clave de la Cumbre de Malta fue la posible reunificación de Alemania . Mientras Gran Bretaña y Francia desconfiaban de una Alemania reunificada, Bush presionó por la reunificación alemana junto con el canciller de Alemania Occidental, Helmut Kohl . Gorbachov se resistió a la idea de una Alemania reunificada, especialmente si pasaba a formar parte de la OTAN, pero los trastornos del año anterior habían minado su poder en el país y en el extranjero. Gorbachov acordó sostener conversaciones "Dos más cuatro" entre Estados Unidos, la Unión Soviética, Francia, Gran Bretaña, Alemania Occidental y Alemania Oriental, que comenzaron en 1990. Después de extensas negociaciones, Gorbachov finalmente acordó permitir que una Alemania reunificada fuera parte de la OTAN. Con la firma del Tratado de Solución Definitiva con respecto a Alemania, Alemania se reunificó oficialmente en octubre de 1990.

#### Disolución de la Unión Soviética

La Unión Soviética se disolvió en 1991, provocando que sus quince repúblicas se convirtieran en países independientes.

Si bien Gorbachov accedió a la democratización de los estados satélites soviéticos, reprimió los movimientos nacionalistas dentro de la propia Unión Soviética. Stalin había anexado los estados bálticos de Lituania, Letonia y Estonia en la década de 1940. El antiguo liderazgo fue ejecutado o deportado o huyó; cientos de miles de rusos se mudaron, pero en ninguna parte eran mayoría. Los odios hervían a fuego lento. Gorbachov se opuso firmemente a la proclamación de la independencia de Lituania en marzo de 1990, quien temía que la Unión Soviética pudiera desmoronarse si permitía la independencia de Lituania. Estados Unidos nunca había reconocido la incorporación soviética de los estados bálticos y la crisis en Lituania dejó a Bush en una posición difícil. Bush necesitaba la cooperación de Gorbachov en la reunificación de Alemania y temía que el colapso de la Unión Soviética pudiera dejar las armas nucleares en manos peligrosas. La administración Bush protestó levemente por la supresión del movimiento independentista de Lituania por parte de Gorbachov, pero no tomó ninguna medida para intervenir directamente. Bush advirtió a los movimientos independentistas sobre el desorden que podría surgir con la secesión de la Unión Soviética; en un discurso de 1991 que los críticos denominaron " discurso del pollo de Kiev ", advirtió contra el "nacionalismo suicida".

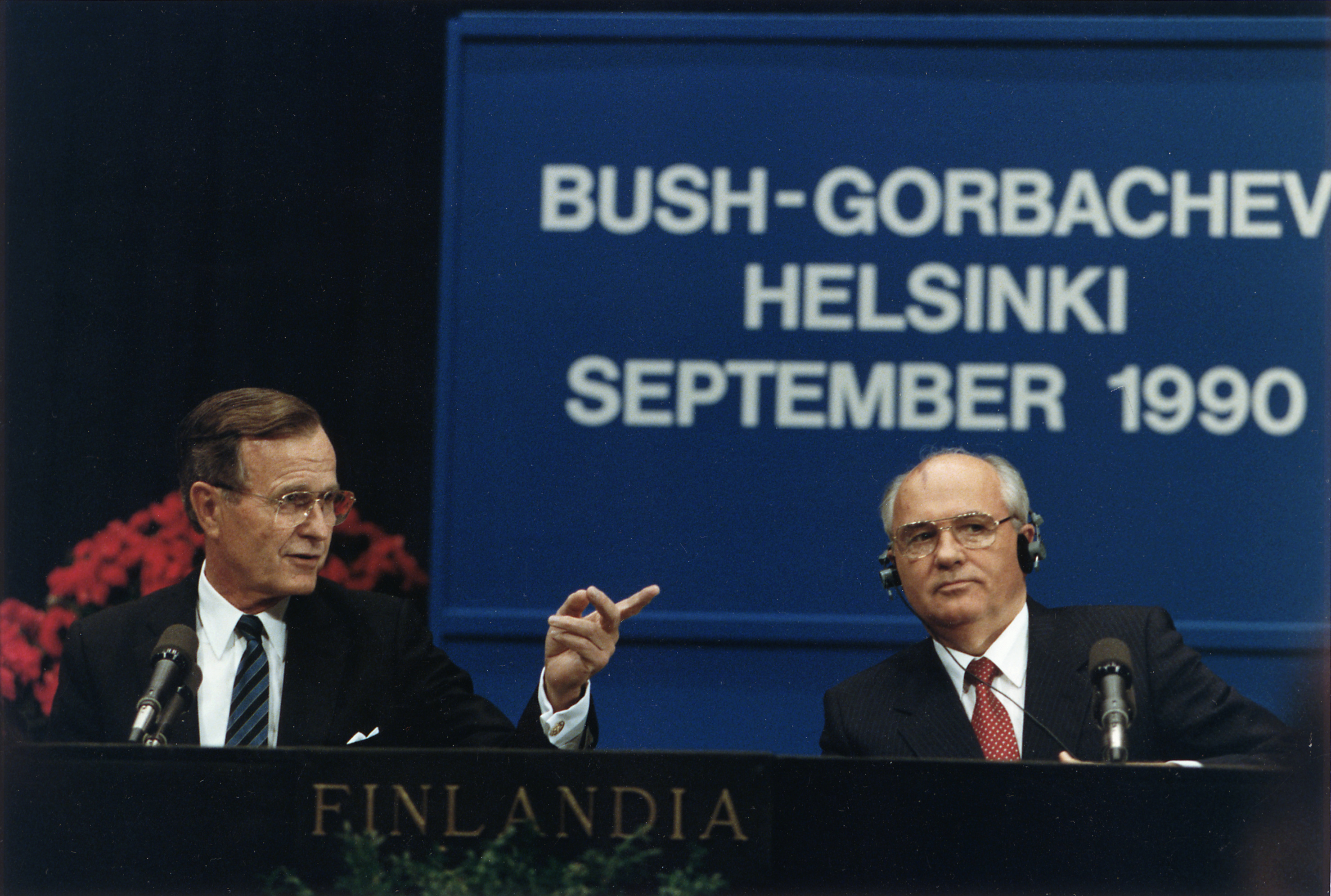
Bush y Gorbachov en la Cumbre de Helsinki en 1990

En julio de 1991, Bush y Gorbachov firmaron el Tratado de Reducción de Armas Estratégicas (START I), el primer acuerdo importante sobre armas desde el Tratado de Fuerzas Nucleares de Alcance Intermedio de 1987. Ambos países acordaron reducir sus armas nucleares estratégicas en un 30 por ciento y la Unión Soviética prometió reducir su fuerza de misiles balísticos intercontinentales en un 50 por ciento. En agosto de 1991, los comunistas de línea dura lanzaron un golpe de Estado contra Gorbachov; mientras que el golpe se vino abajo rápidamente, quebró el poder restante de Gorbachov y el gobierno central soviético. Ese mismo mes, Gorbachov dimitió como secretario general del Partido Comunista y el presidente ruso Boris Yeltsin ordenó la incautación de las propiedades soviéticas. Gorbachov se aferró al poder como presidente de la Unión Soviética, hasta el 25 de diciembre de 1991, cuando la Unión Soviética se disolvió . Quince estados surgieron de la Unión Soviética, y de esos estados, Rusia fue el más grande y poblado. Bush y Yeltsin se reunieron en febrero de 1992 y declararon una nueva era de "amistad y asociación". En enero de 1993, Bush y Yeltsin acordaron el START II, que preveía nuevas reducciones de armas nucleares además del tratado START original.